# Breeders' Cup Sprint
Breeders' Cup Sprint, är ett galopplöp i löpserien Breeders' Cup, som drivs av Breeders' Cup Limited, ett företag som bildades 1982. Det är ett Grupp 1-löp, det vill säga ett löp av högsta internationella klass. Första upplagan av Breeders' Cup Sprint reds 1984, och rids över en distans på 3/4 miles. Den samlade prissumman i löpet är 2 miljoner dollar.

## Segrare
| År   | Häst             | Ålder | Jockey              | Tränare             | Tid     |
| ---- | ---------------- | ----- | ------------------- | ------------------- | ------- |
| 2022 | Elite Power      | 4     | Irad Ortiz Jr.      | William I. Mott     | 1:09.11 |
| 2021 | Aloha West       | 4     | José Ortiz          | Wayne Catalano      | 1:08.49 |
| 2020 | Whitmore         | 7     | Irad Ortiz Jr.      | Ron Moquett         | 1:08.61 |
| 2019 | Mitole           | 4     | Ricardo Santana Jr. | Steve Asmussen      | 1:09.00 |
| 2018 | Roy H            | 6     | Paco Lopez          | Peter Miller        | 1:08.24 |
| 2017 | Roy H            | 5     | Kent Desormeaux     | Peter Miller        | 1:08.61 |
| 2016 | Drefong          | 3     | Martin Garcia       | Bob Baffert         | 1:08.79 |
| 2015 | Runhappy         | 3     | Edgar Prado         | Maria Borell        | 1:08.58 |
| 2014 | Work All Week    | 5     | Florent Geroux      | Roger Brueggemann   | 1:08.28 |
| 2013 | Secret Circle    | 4     | Martin Garcia       | Bob Baffert         | 1:08.73 |
| 2012 | Trinniberg       | 3     | Willie Martinez     | Shivananda Parbhoo  | 1:07.98 |
| 2011 | Amazombie        | 5     | Mike E. Smith       | Bill Spawr          | 1:09.17 |
| 2010 | Big Drama        | 4     | Eibar Coa           | David Fawkes        | 1:09.05 |
| 2009 | Dancing in Silks | 4     | Joel Rosario        | Carla Gaines        | 1:08.14 |
| 2008 | Midnight Lute    | 5     | Garrett Gomez       | Bob Baffert         | 1:07.08 |
| 2007 | Midnight Lute    | 4     | Garrett Gomez       | Bob Baffert         | 1:09.18 |
| 2006 | Thor's Echo      | 4     | Corey Nakatani      | Doug O'Neill        | 1:08.80 |
| 2005 | Silver Train     | 3     | Edgar Prado         | Richard Dutrow      | 1:08.86 |
| 2004 | Speightstown     | 6     | John Velazquez      | Todd A. Pletcher    | 1:08.11 |
| 2003 | Cajun Beat       | 3     | Cornelio Velásquez  | Steve Margolis      | 1:07.95 |
| 2002 | Orientate        | 4     | Jerry Bailey        | D. Wayne Lukas      | 1:08.89 |
| 2001 | Squirtle Squirt  | 3     | Jerry Bailey        | Robert J. Frankel   | 1:08.41 |
| 2000 | Kona Gold        | 6     | Alex Solis          | Bruce Headley       | 1:07.60 |
| 1999 | Artax            | 4     | Jorge F. Chavez     | Louis Albertrani    | 1:07.80 |
| 1998 | Reraise          | 3     | Corey Nakatani      | Craig Dollase       | 1:09.00 |
| 1997 | Elmhurst         | 7     | Corey Nakatani      | Jenine Sahadi       | 1:08.20 |
| 1996 | Lit de Justice   | 6     | Corey Nakatani      | Jenine Sahadi       | 1:08.60 |
| 1995 | Desert Stormer   | 5     | Kent Desormeaux     | Frank Lyons         | 1:09.00 |
| 1994 | Cherokee Run     | 4     | Mike E. Smith       | Frank A. Alexander  | 1:09.40 |
| 1993 | Cardmania        | 7     | Ed Delahoussaye     | Derek Meredith      | 1:08.60 |
| 1992 | Thirty Slews     | 5     | Eddie Delahoussaye  | Bob Baffert         | 1:08.20 |
| 1991 | Sheikh Albadou   | 3     | Pat Eddery          | Alex Scott          | 1:09.20 |
| 1990 | Safely Kept      | 4     | Craig Perret        | Alan E. Goldberg    | 1:09.60 |
| 1989 | Dancing Spree    | 4     | Ángel Cordero Jr.   | C. R. McGaughey III | 1:09.00 |
| 1988 | Gulch            | 4     | Ángel Cordero Jr.   | D. Wayne Lukas      | 1:10.40 |
| 1987 | Very Subtle      | 3     | Pat Valenzuela      | Melvin F. Stute     | 1:08.80 |
| 1986 | Smile            | 4     | Jacinto Vásquez     | Scotty Schulhofer   | 1:08.40 |
| 1985 | Precisionist     | 4     | Chris McCarron      | Ross Fenstermaker   | 1:08.40 |
| 1984 | Eillo            | 4     | Craig Perret        | Budd Lepman         | 1:10.20 |